# Puppet Master: Axis of Evil
Puppet Master: Axis of Evil è un film del 2009 diretto da David DeCoteau.

## Trama
1939. Danny Coogan lavora in un laboratorio che produce sedie in legno per conto dello zio Len. Danny racconta allo zio Len che sta andando ad aiutare Andre Toulon, ospite in una locanda, la cui moglie è stata uccisa dai nazisti perché volevano una formula che consente ai burattini ad animarsi.